# 4Him
4Him fue un grupo vocal de música cristiana contemporánea fundado en 1990 en Alabama, Estados Unidos, nominado en una ocasión a los Premios Grammy y ganador de ocho Premios Dove, además de ostentar un álbum con certificación dorada en su discografía y entrar al Salón de la Fama de la Música de Alabama. El grupo se disolvió en 2006 para que sus integrantes sigan sus carreras individuales en la música o en el ministerio; sin embargo, desde 2009 se reúnen en algunas ocasiones. En toda su carrera, lanzaron más de diez álbumes de estudio y más de veinte sencillos número uno en las radios cristianas.

## Historia
Andy Chrisman, Mark Harris, Marty Magehee y Kirk Sullivan cantaban juntos mientras formaban parte de Truth, un conjunto vocal de música cristiana contemporánea fundado a fines de los años 1960 y dirigido por Roger Breland. Benson Records ofreció contrato a los cuatro jóvenes si formaban un nuevo grupo vocal masculino, luego de que un representante de la misma discográfica asistiera a varios conciertos de Truth en los años 1980 y escuchara a Andy, Mark, Marty y Kirk. Los jóvenes aceptaron y de esta manera nace 4Him. Su primer sencillo «Where There Is Faith» se convirtió en un gran éxito y forma parte de su álbum debut homónimo, lanzado en 1990. Un año después reciben el premio al artista nuevo del año en los GMA Dove Awards.
En los años posteriores, lanzaron Face the Nation, The Basics of Life, el álbum navideño The Season of Love y The Ride. En 1995, aparecieron en el docudrama de Warren Chaney, America: A Call to Greatness. Un año después, con el lanzamiento de The Message, 4Him cambió su sonido a un estilo acústico con una voz principal y tres de apoyo.
Grabaron varios discos más hasta que en 2004, los cuatro integrantes de 4Him revaluaron el futuro del ministerio. Después de estar juntos por quince años, decidir perseguir sus carreras en solitario. El 23 de septiembre de 2006, cantaron en su último concierto en Cottage Hill Baptist Church en Mobile, la ciudad donde formaron la agrupación. En esa última presentación varias personas (familiares, productores y el fundador de Truth Roger Breland) fueron reconocidos por contribuir al ministerio de 4Him.

### Después de 4Him
Andy Chrisman
Andy Chrisman lanzó en solitario One en 2004 y actualmente es pastor y líder de alabanza en Church on the Move en Tulsa, Oklahoma. En 2008, Andy y la banda de adoración de Church on the Move lanzaron Beautiful Name, un disco de adoración en vivo.
Mark Harris
En 2005, Mark Harris lanzó The Line Between the Two y actualmente es pastor y líder de alabanza en Spanish Fort, Alabama. En 2007, ganó un Premio Dove en la categoría de canción inspiracional del año por «Find Your Wings». El 25 de septiembre de ese mismo año, Mark lanzó su segundo álbum Windows and Walls bajo el sello INO Records y en 2011, Stronger In The Broken Places de Stylos Records.
Kirk Sullivan
En 2010, Kirk lanzó su álbum independiente Timeless en su página web, que incluye «Get Down Mountain» (del álbum Encore... For Future Generations), un arreglo de «The Basics of Life» y un bonus track de una canción que compuso cuando tenía doce años.
Marty Magehee
En 2008, Marty lanzó su álbum independiente Open en su página web y el sencillo «Eyes Wide Open», que se escuchó en las radios cristianas. La producción también contenía «Runaway Train» del álbum Encore... For Future Generations y ha trabajado produciendo álbumes para otros artistas. Entre 2010 y 2011, Marty sirvió como pastor de adoración en Harvest Bible Chapel en Denver, Colorado. Marty es profesor de bandas de adoración, grabaciones en estudio y composición en Valor Christian High School en Highlands Ranch, Colorado.

## Discografía
Álbumes
- 1990: 4Him
- 1991: Face the Nation
- 1992: The Basics of Life
- 1993: The Season of Love (álbum navideño)
- 1994: The Ride
- 1996: The Message
- 1998: Obvious
- 1999: Best Ones (compilación)
- 2000: Hymns: A Place of Worship
- 2001: Chapter One... A Decade
- 2001: Walk On
- 2003: Visible
- 2004: Simply 4Him
- 2006: Encore... For Future Generations

Videos musicales
- 1991: Face the Nation
- 1993: The Basics of Life
- 1995: The Ride Comes Alive
- 1996: The Message in the Making
- 2006: Encore (del Encore Farewell Tour, grabada en la Iglesia Bautista de Sherwood en Albany, Georgia)

## Premios y nominaciones
| Año  | Premio                    | Categoría                            | Trabajo nominado          | Resultado   |
| ---- | ------------------------- | ------------------------------------ | ------------------------- | ----------- |
| 1997 | Premios Grammy            | Mejor álbum gospel pop/contemporáneo | The Message               | Nominados   |
| 1991 | GMA Dove Awards           | Artista nuevo del año                | 4Him                      | Ganadores   |
| 1993 | GMA Dove Awards           | Grupo del año                        | 4Him                      | Ganadores   |
| 1993 | GMA Dove Awards           | Álbum inspiracional del año          | Generation 2 Generation   | Ganadores * |
| 1994 | GMA Dove Awards           | Grupo del año                        | 4Him                      | Ganadores   |
| 1994 | GMA Dove Awards           | Álbum inspiracional del año          | The Season of Love        | Ganadores   |
| 1995 | GMA Dove Awards           | Grupo del año                        | 4Him                      | Ganadores   |
| 1996 | GMA Dove Awards           | Álbum de evento especial del año     | My Utmost For His Highest | Ganadores * |
| 2000 | GMA Dove Awards           | Álbum de evento especial del año     | Streams                   | Ganadores * |
| 2003 | GMA Dove Awards           | Canción inspiracional del año        | «Who You Are»             | Nominados   |
| 2009 | Visionary Awards          | Grupo vocal del año                  | 4Him                      | Nominados   |
| 1991 | Christian Research Report | Artista nuevo del año                | 4Him                      | Ganadores   |
| 1991 | Christian Research Report | Mejor grupo                          | 4Him                      | Ganadores   |
| 1992 | Christian Research Report | Mejor grupo                          | 4Him                      | Ganadores   |
| 1994 | CCM Magazine              | Canción del año                      | «For Future Generations»  | Ganadores   |
| 1996 | CCM Magazine              | Video versión larga favorito         | The Ride Comes Alive      | Ganadores   |

* Junto a otros artistas.